# 잼 마스터 제이
잼 마스터 제이(Jam Master Jay, 본명:Jason William Mizell 1965년 1월 21일 ~ 2002년 10월 30일)은 미국의 랩퍼이자, DJ, 프로듀서였으며, 유명 힙합그룹인 런 디엠씨의 멤버였다.

## 생애
그는 뉴욕 브루클린에서 출생했다. 10살때 그는 드럼과 베이스, 키보드를 연주할 줄 알았으며, 이 실력을 바탕으로 런 디엠씨의 멤버가 되었다. 그는 활동 당시에 어린이들이나 청소년들이 DJ에 관심을 갖게 하기 위해 맨하튼에 'Scratch DJ Academy'를 설립했으며, 1989년에는 자회사인 잼 마스터 제이 레코드를 설립했다.
1993년 그는 힙합그룹이자 밴드인 어닉스를 키워내면서 1993년에 성공하고, 데프잼 소속이었던 힙합그룹 퍼블릭 에너미의 멤버인 척 D와도 교류하게 된다.

## 죽음
그러나 안타깝게도 90년대에 교통사고와 2번의 총격 사건을 겪게 되고, 결국 2002년 10월 30일 뉴욕 퀸즈 거리인 메릭 보우리버드에서 총격으로 인해 사망한다. 용의자는 미국의 마약, 총기범죄자인 '케네스 맥그리프'로 알려졌으며, 그의 친구인 힙합레이블인 더 INC 레코드의 아이브 가티와도 연루된 것으로 알려졌다.
왜냐하면 잼 마스터 제이를 죽인 것은 그가 50 센트와 친했기 때문이었다. 아이브 가티와 그의 동생 '크리스 가티' 그리고 '케네스 맥그리프'의 원래 목적은 50 센트를 죽이기 위해서라고 했다.
힙합 스타인 에미넴이 그의 가족을 위로해주었다.